# Crocodylidae
Crocodylidae este o familie de crocodilieni, care include crocodilul adevărat, membru al subfamiliei Crocodylinae. În prezent, familia Crocodylidae include două subfamilii: Crocodylinae și Tomistominae, ultima fiind subiectul unei dispute dacă aparține crocodililor sau familiei Gavialidae. O treia subfamilie a familiei Crocodylidae este Mekosuchinae, care este dispărută.

## Taxonomie
- Familia Crocodylidae

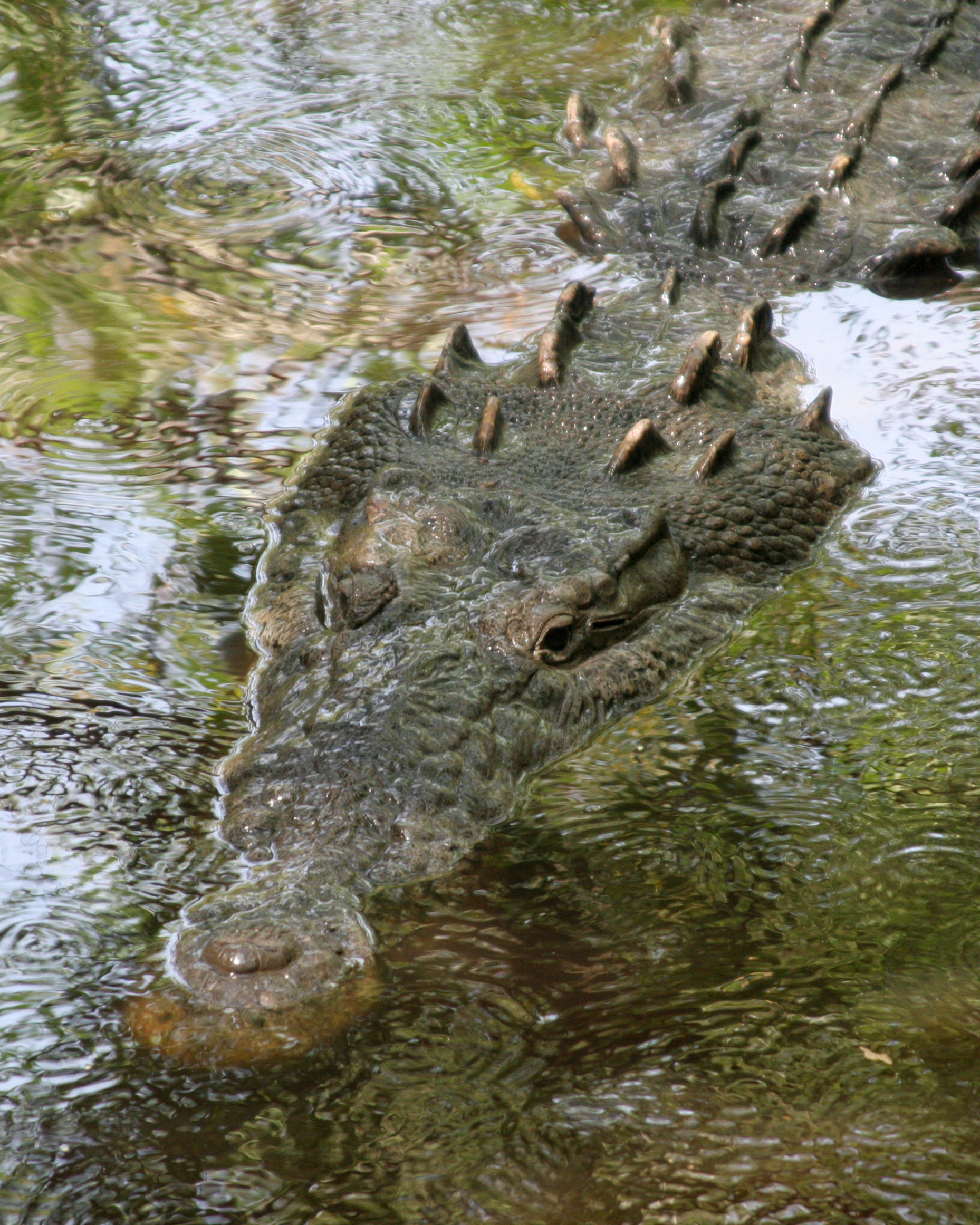
Crocodil american în La Manzanilla, Jalisco, Mexic

  - Subfamilia †Mekosuchinae (extinct)

- - Subfamilia Tomistominae

    - Kentisuchus †
    - Gavialosuchus †
    - Paratomistoma †
    - Thecachampsa †
    - Kentisuchus †
    - Rhamphosuchus †
    - Tomistoma

  - Subfamilia Crocodylinae
    - Genul Crocodylus
      - Crocodylus acutus
      - Crocodylus cataphractus (studii în ADN și morfologie au sugerat că această specie poate fi mai bazală decât Crocodylus, și aparține propriului gen, Mecistops).[2]
      - Crocodylus intermedius
      - Crocodylus johnsoni
      - Crocodylus mindorensis
      - Crocodylus moreletii
      - Crocodylus niloticus
      - Crocodylus novaeguineae
      - Crocodylus palustris
      - Crocodylus porosus
      - Crocodylus rhombifer
      - Crocodylus siamensis
      - Crocodylus suchus

    - Genul Osteolaemus
      - Osteolaemus tetraspis (Aici există o controversă că ar fi de fapt încă două specii; recent (2010) analize ADN indicau trei specii distincte: O. tetraspis, O. osborni și o a treia, nedenumită încă.)

    - Genul †Euthecodon
    - Genul †Rimasuchus (fostul Crocodylus lloydi)
    - Genul †Voay Brochu, 2007 (fostul Crocodylus robustus)